# Idioma kol (Islas Andamán)
Aka-kol (también conocido simplemente como Kol) es una lengua extinguida de las islas Andamán, en la India. 